# Gábor Presser
Gábor Presser (* 27. května 1948 Budapešť) je maďarský hudebník, skladatel a producent, jedna z nejvlivnějších postav maďarské rockové historie. V roce 1968 se stal členem skupiny Omega, ze které však roku 1971 odešel a založil vlastní kapelu Locomotiv GT. Ta se rozpadla v 80. letech a Presser následně vydal několik sólových alb. V devadesátých letech byla Locomotiv GT obnovena a Presser nadále působil jako sólově, tak i znovu jako člen této skupiny. Rovněž je autorem několika muzikálů.

## Sólová diskografie
- Electromantic (1982)
- Csak dalok (1994)
- Kis történetek (1996)
- Angyalok és emberek (2000)
- T12enkettő (2006)